# Graziano Mancinelli
Graziano Mancinelli (18. února 1937 Milán – 8. října 1992 Concesio) byl italský reprezentant v jezdectví. Specializoval se na parkurové skákání. 
Pocházel z chudé rodiny a k jezdectví se dostal jako řadový zaměstnanec jezdecké školy Farnesina v Římě. V patnácti letech vyhrál svůj první závod. Pak pracoval v milánské stáji Fratelli Rivolta, byl proto považován za profesionála a nemohl startovat na římské olympiádě v roce 1960. Amatérem byl uznán až těsně před olympiádou 1964, kde získal s italským družstvem bronzovou medaili. Na LOH 1972 vyhrál skoky jednotlivců a byl třetí v týmové soutěži. Ve své kariéře startoval na pěti olympijských hrách (1964, 1968, 1972, 1976 a 1984). Jeho nejznámějším koněm byl Ambassador, s nímž získal olympijské vítězství.
Vyhrál soutěž jednotlivců na mistrovství Evropy v jezdectví v roce 1963. Na Světových jezdeckých hrách byla jeho nejlepším výsledkem stříbrná medaile v roce 1970. Šestkrát se stal mistrem Itálie (1967, 1972, 1974, 1976, 1977 a 1981). Zúčastnil se rekordních 23 ročníků mezinárodní soutěže CSIO na římském Piazza di Siena.
Od roku 1989 byl trenérem italské jezdecké reprezentace, s níž vyhrál soutěž družstev na Středomořských hrách. Jeho manželkou byla jezdkyně a trenérka Nelly Mancinelliová. Po zisku zlaté olympijské medaile byl vyznamenán Řádem zásluh o Italskou republiku. V roce 2015 se objevila hvězda s jeho jménem na Chodníku slávy italského sportu v Římě.